# 托馬斯堡 (亞利桑那州)
托馬斯堡（英語：Fort Thomas）是位於美國亞利桑那州葛蘭姆縣的一個人口普查指定地區。根據2010年美國人口普查，該地人口為374人，而該地的面積約為22.46平方千米。

## 地理
托馬斯堡的座標為33°02′13″N 109°57′55″W / 33.03694°N 109.96528°W，而該地最高點為海拔高度827米（即2713英尺）。